# 蒲永能
蒲永能（1963年4月—），四川广元人，汉族，中国共产党党员。中华人民共和国政治人物、軍事人物、中国人民解放军少将、第十三届全国人民代表大会解放军和武警部队代表。

## 生平
曾任云南省普洱军分区政委，普洱市委常委，贵州省军区政治部主任。后任中央军委纪委政治工作局主任。2017年7月，任甘肃省军区政治委员。2018年1月，任中共甘肃省委常委。
2018年，蒲永能被选为解放军和武警部队出席第十三届全国人民代表大会代表。